# Prix La Grande Ourse
Pour les articles homonymes, voir Grande Ourse (homonymie).
Le prix La Grande Ourse est un prix littéraire français qui récompense chaque année depuis 2019 un auteur de littérature jeunesse francophone pour l'ensemble de son œuvre.

## Présentation
Le prix La Grande Ourse a été créé en 2019 par le Salon du livre et de la presse jeunesse. Référence à la constellation de la Grande Ourse et en écho aux Pépites du salon, il vise à « éclairer l'œuvre d'un créateur francophone dont l'écriture, le geste, la créativité d'une ampleur ou d'une audace singulière, marque durablement la littérature jeunesse »,.
Il est décerné chaque année par l’équipe du salon du livre et de la presse jeunesse et de l’association CPLJ 93 (Centre de promotion du livre jeunesse en Seine-Saint-Denis), en partenariat avec l’Institut français. L'auteur récompensé est ainsi accompagné pendant un an sur la scène internationale au cours de divers événements, notamment lors de la Foire du livre de jeunesse de Bologne,.

## Lauréats
Depuis l'origine, les lauréats du prix La Grande Ourse sont :
- 2019 : Gilles Bachelet[1]
- 2020 : Marie Desplechin[4]
- 2021 : Lucie Félix[2]
- 2022 : Marc Boutavant[5]
- 2023 : Beatrice Alemagna[6]
- 2024 : Susie Morgenstern[7]